# Kirche Spantekow

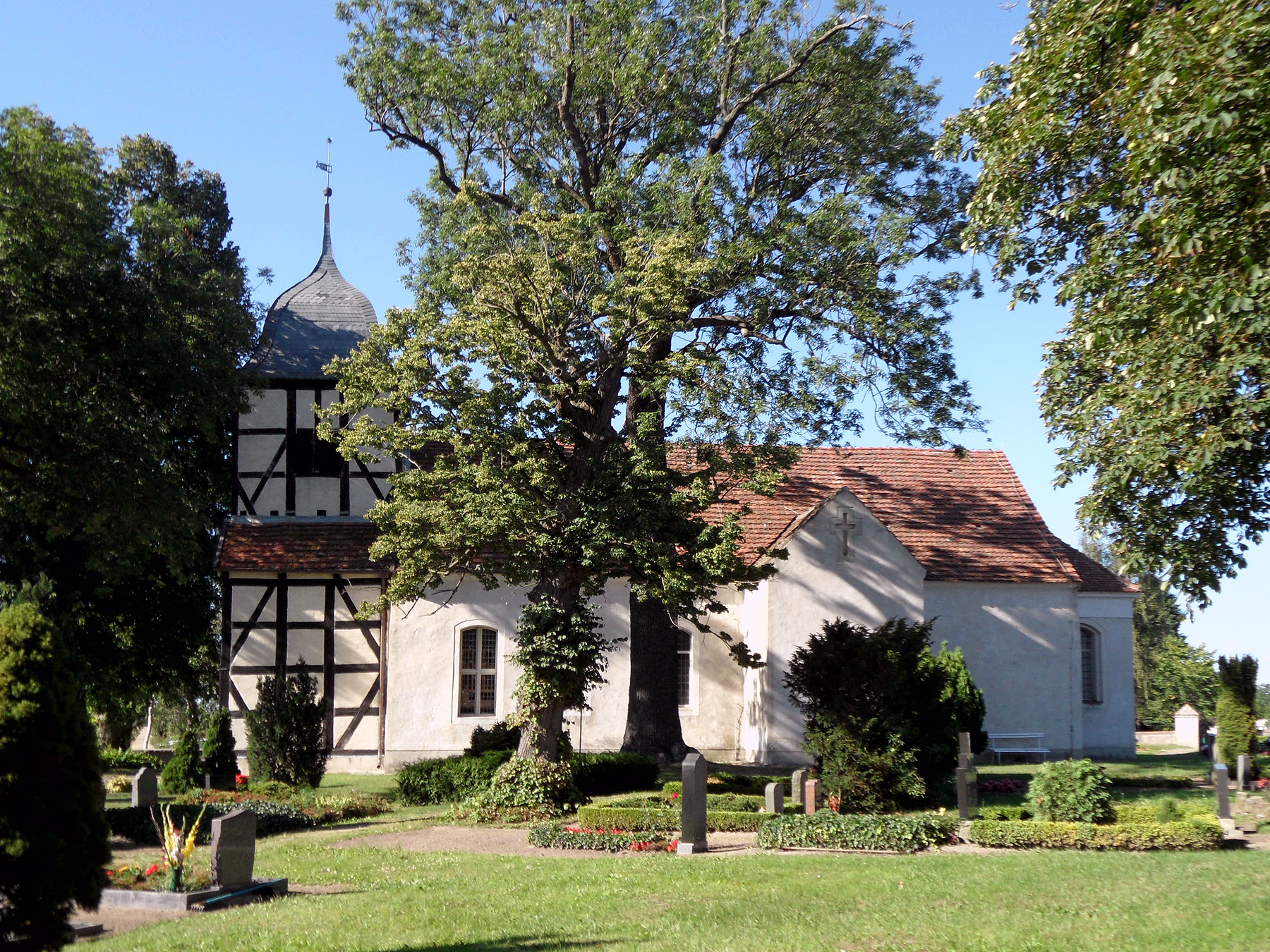
Kirche Spantekow

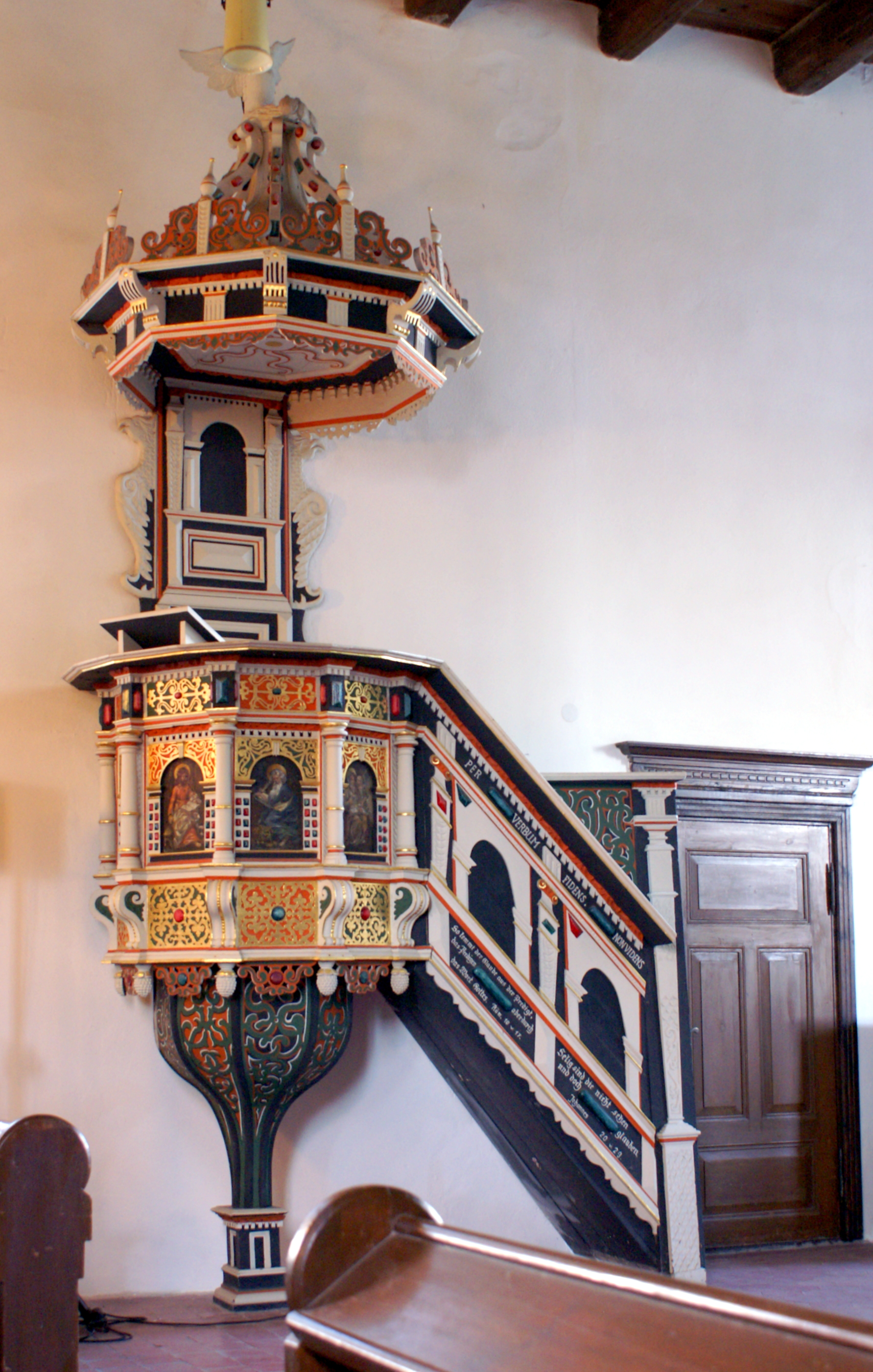
Kanzel

Die Kirche Spantekow ist ein denkmalgeschütztes Kirchengebäude im Ortsteil Spantekow der gleichnamigen Gemeinde im Landkreis Vorpommern-Greifswald. Sie gehört zur Kirchengemeinde Spantekow in der Propstei Pasewalk des Pommerschen Evangelischen Kirchenkreises der Evangelisch-Lutherischen Kirche in Norddeutschland.
Die Kirche wurde im 15. Jahrhundert als Backsteinbau auf rechteckigem Grundriss errichtet. 1754 wurde der Westturm mit eingezogenem Obergeschoss und Schweifhaube in Fachwerk errichtet. Gleichzeitig erhielten die Fenster eine barocke segmentbogige Form. Um 1857 wurden die Seitenkapellen und der rechteckige Chor angebaut. Der Chor wurde 1913 renoviert. Das Kirchenschiff der Saalkirche und der innen halbrunde Chor sind flach gedeckt.
Der barocke Altaraufsatz stammt aus der zweiten Hälfte des 17. Jahrhunderts. Er zeigt eine geschnitzte Kreuzigungsgruppe zwischen Weinsäulen, außerdem freiplastische Schnitzfiguren des Auferstandenen und von Engeln auf dem Gebälk sowie reiche Akanthusschnitzereien. Das Gemälde in der Predella zeigt das Abendmahl Jesu. Die Kanzel im Stil der Renaissance stammt vom Anfang des 17. Jahrhunderts. Sie hat reiches Beschlagwerk und Tafelbilder der Evangelisten. Die Patronatsloge wurde um 1800 gebaut und trägt auf der Brüstung, durch Halbsäulen gegliedert, Wappen der Familie von Schwerin. Die Empore liegt auf kannelierten Säulen. Ein Taufengel stammt aus dem 18. Jahrhundert, die Taufe aus Holz aus dem 19. Jahrhundert.
Im Chor befinden sich drei figürliche Kabinettscheiben von 1635 sowie ein Rundfenster mit ornamentalen Glasmalereien vom Ende des 19. Jahrhunderts. Es zeigt eine Rosette in Form eines Sechspasses.
Die Orgel wurde 1860 in der Werkstatt von Barnim Grüneberg in Stettin gebaut. Sie hat einen dreiteiligen neugotischen Prospekt.
Das Geläut besteht aus einer Glocke, die 1788 von Gottlieb Becker in Stettin gegossen wurde.